# António Ribeiro Chiado
António Ribeiro, O.F., conhecido por "O Chiado" ou "O Poeta Chiado" (Évora, 1520? - Lisboa, 1591).
Foi um poeta jocoso e satírico do século XVI, contemporâneo de Luís Vaz de Camões.
Era conhecido como Chiado (o poeta) por ter morado muitos anos no Chiado, em Lisboa, na rua assim chamada já naquele século, que no século XIX mudaria para Rua Garrett, nome que conserva até hoje.

## Biografia
Nasceu em Évora, provavelmente em 1520, num meio humilde. Professou na Ordem dos Franciscanos, na sua cidade natal, até ter optado por abandonar a vida de clausura. De Évora parte para Lisboa, onde o seu talento com as palavras o torna conhecido na zona lisboeta do Chiado. Segundo as descrições, seguiu uma vida de celibato, vestindo-se sempre com um hábito clerical.
Durante a sua vida gozou de grande popularidade não só por ser poeta mas também por ser um exímio improvisador e imitador das vozes e dos gestos de figuras conhecidas dessa época, sempre junto aos seus hábitos.
Faleceu em Lisboa, em 1591.

## Homenagem
No coração da Baixa de Lisboa, junto ao Bairro Alto, encontra-se a zona do Chiado. Nela está a estátua do poeta homónimo, inaugurada a 18 de Dezembro de 1925, por iniciativa da Câmara Municipal de Lisboa, para homenageá-lo.
A estátua, de bronze, é da autoria de Costa Motta (tio) e a base, em pedra de lioz, de José Alexandre Soares. Nela se vê a representação do poeta sentado num pequeno banco, envergando um hábito de monge, sorrindo, com escárnio, numa posição arqueada, de convite.
Está situada entre as estátuas de nomes grandiosos da literatura portuguesa (Fernando Pessoa, Eça de Queirós e Camões), num largo rodeado de igrejas, teatros e livrarias, facto que levou alguns intelectuais da época a oporem-se veementemente à localização escolhida.